# Бойн, Джон
Джон Бойн (англ. John Boyne; род. 30 апреля 1971[…], Дублин, Ирландия) — ирландский писатель, автор романов для взрослых и детей. Его книги изданы на 46 языках. Роман «Мальчик в полосатой пижаме» был экранизирован в 2008 году режиссером Марком Херманом .

## Биография
Джон Бойн родился в Дублине, Ирландия, в 1971 м году. Изучал английскую литературу в Тринити Колледже, Дублин и писательское мастерство в Университете Восточной Англии, Норидж, где стал обладателем премии Кертиса Брауна (премия, присуждаемая за лучшее студенческое произведение в прозе). В 2015 году был награждён Почетной докторской степенью в Университетах Восточной Англии. Он возглавлял жюри премии Scotiabank Giller Prize в 2015 году.
Его ранняя проза состояла главным образом из рассказов. Первый рассказ Бойна — «Entertainments Jar» («Фляга развлечений») был в шортлисте Hennessy Literary Award в Ирландии. Всего он издал приблизительно 70 рассказов.
На сегодняшний день им написано 17 романов. Роман «Мальчик в полосатой пижаме» (2006) был экранизирован компанией Мирамакс. Фильм получил несколько престижных кинопремий. Сам роман получил две премии Irish Book Awards, премию Bisto Book of the Year и был призёром или представлен в шортлисте нескольких международных наград. Кроме этого, роман 80 недель возглавлял список бестселлеров Ирландии и возглавил New York Times Bestseller List и был наиболее продаваемым романом в Испании в 2007-м и 2008-м годах. Во всем мире продано свыше 5 миллионов экземпляров книги.

## Экранизации
В 2008 году вышла экранизация книги Мальчик в полосатой пижаме. Съемки проходили в Будапеште. Главные роли исполнили Эйса Баттерфилд, Джек Скэнлон, Вера Фармига и Дэвид Тьюлис